# Leica Standard
Leica Standard (Model E) — малоформатный шкальный фотоаппарат со сменными объективами, выпускался немецкой компанией Leica Camera с 1932 года. Четвёртая модель из семейства Leica, сконструированная Оскаром Барнаком.
Разработан на основе фотоаппарата Leica I. Основное отличие — возможность замены объективов, для этого было разработано стандартизированное резьбовое соединение M39×1 с рабочим отрезком 28,8 мм.
Выпускался одновременно и параллельно с дальномерными камерами Leica II и Leica III.
Выпускался в двух вариантах отделки: «белый хром» и «чёрная эмаль».

## Технические характеристики
- Тип применяемого фотоматериала — плёнка типа 135 в стандартных кассетах.
- Размер кадра 24×36 мм.
- Корпус металлический.
- Взвод затвора и перемотки плёнки совмещённый, головкой.
- Автоматический счётчик кадров с ручной установкой первого кадра.
- Обратная перемотка плёнки цилиндрической головкой.
- Крепление объектива — резьбовое соединение M39×1/28,8.
  - Штатный объектив — Leitz Elmar 3,5/50, тубусный (складной).
  - Для камеры выпускался широкоугольный объектив с фокусным расстоянием 35 мм и длиннофокусный (135 мм).
- Видоискатель оптический параллаксный. Выпускался съёмный несопряжённый дальномер (telemeter).
- Фотографический затвор — механический фокальный с матерчатыми шторками, с горизонтальным движением шторок.
- Выдержки затвора от 1/20 до 1/500 с и «В (Z)».
- Синхроконтакт отсутствует.
- Обойма для крепления сменных видоискателей.
- Автоспуск отсутствует.